# Večerníček
Večerníček (frei übersetzt Abendmännchen) ist eine tägliche Märchensendung im Tschechischen und Slowakischen Fernsehen, die bereits in der Tschechoslowakei existierte. Sie ist vergleichbar mit der deutschen Sendung Unser Sandmännchen.
Symbol dieser Sendung ist in Tschechien der seit der Erstausstrahlung am 2. Januar 1965 unveränderte Junge mit einer Papiermütze auf dem Kopf, der im Vorspann die Kinder mit „Dobrý večer!“ (dt.: Guten Abend!) begrüßt und sich nach etwa 7 Minuten mit „Dobrou noc!“ (dt.: Gute Nacht!) von ihnen verabschiedet. Dazwischen läuft eine kurze Folge einer Zeichentrick- oder Marionettenserie, zu einem Großteil handelt es sich dabei um tschechische Produktionen. Die Erkennungsmelodie, die während des Vor- und Abspanns läuft, ist die älteste in Tschechien.
In der Slowakei hingegen werden die Märchen seit 1977 von einem älteren, in einem Haus auf einem Hügel lebenden Mann (wahrscheinlich einem Hirten; allgemein „Deduško Večerníček“ genannt) eingeleitet, der von einem Hund und neuerdings auch von einer Katze begleitet wird und das Märchen durch Berührung von Sternen am nächtlichen Himmel mittels eines Stabs „einschaltet“.

## Geschichte
1963 startete im Tschechoslowakischen Fernsehen der Vorgänger des Večerníček, das Stříbrné zrcátko (dt.: Silbernes Spieglein), als sonntägliche Sendung im Vorabendprogramm. Am 2. Januar 1965 wurde diese Sendung dann durch den Večerníček ersetzt, der zunächst auch nur sonntags lief und schwarz/weiß ausgestrahlt wurde. Die erste Folge in Farbe wurde 1973 ausgestrahlt.

## Serien (Auswahl)
- Der kleine Maulwurf (O krtkovi)
- Der brave Räuber Fürchtenix (O loupežníku Rumcajsovi)
- Geschichten zwischen Moos und Farn (Pohádky z mechu a kapradí)
- Pat und Mat (Pat a Mat)
- Spejbl und Hurvínek (Spejbl a Hurvínek)